# Cosimo della Gherardesca
Cosimo della Gherardesca (Firenze, 21 maggio 1567 – Fiesole, 2 agosto 1634) è stato un vescovo cattolico italiano.

## Biografia
Cosimo della Gherardesca apparteneva alla nobile famiglia dei conti di Pisa ed era imparentato con la famiglia dei Medici (era pronipote di papa Leone XI) e con la famiglia dei principi di Piombino.
A Firenze, prima di trasferirsi a Roma, frequentò Michelangelo Buonarroti il Giovane, nipote del più famoso Michelangelo Buonarroti.
Nel 1605 entrò a far parte della Confraternita della Misericordia di Firenze.
Il 1º febbraio 1612 fu eletto vescovo di Colle di Val d'Elsa.
Portò a compimento la costruzione della cattedrale con la sistemazione degli altari, della cattedra e del coro. Acquistò il leggio del Tacca e ricevette in dono dalla granduchessa il crocifisso dell'altar maggiore, anch'esso del Tacca, sul modello del Giambologna.
Istituì il seminario vescovile e favorì l'insegnamento della musica che doveva anche servire ad accompagnare le funzioni religiose, chiamando, tra gli altri, Girolamo Frescobaldi e Marco da Gagliano.
Durante la sua permanenza a Colle di Val d'Elsa rafforzò il culto dei santi, San Marziale e Sant'Alberto, e della reliquia del Sacro Chiodo, conservato in cattedrale.
Molto si prodigò per aiutare gli ammalati, soprattutto di peste, che imperversava in quel periodo ed i bisognosi.
Il 10 maggio 1633 fu eletto vescovo di Fiesole, dove morì l'anno successivo.

## Genealogia episcopale
La genealogia episcopale è:
- Cardinale Juan Pardo de Tavera
- Cardinale Antoine Perrenot de Granvelle
- Cardinale Francisco Pacheco de Villena
- Papa Leone XI
- Cardinale Ottavio Bandini
- Vescovo Cosimo della Gherardesca